# Roy Emerton
Roy Emerton, nascido Hugh Fitzroy Emerton (9 de outubro de 1893 – 30 de novembro de 1944) foi um ator de cinema britânico.

## Filmografia selecionada
- Shadows (1931)
- The Sign of Four (1932)
- That Night in London (1932)
- The Lash (1934)
- Java Head (1934)
- Lorna Doone (1934)
- It Happened in Paris (1935)
- The Triumph of Sherlock
- Lorna Doone (1934)
- The Triumph of Sherlock Holmes (1935)